# Premont (Texas)
Pour les articles homonymes, voir Prémont (homonymie).
Premont est une ville située au sud du comté de Jim Wells , au Texas, aux États-Unis,. La ville est incorporée en 1939.

## Démographie
Lors du recensement de 2010, la ville comptait une population de 2 653 habitants. Elle est estimée, en 2016, à 2 627 habitants.

### Source de la traduction
- (en) Cet article est partiellement ou en totalité issu de l’article de Wikipédia en anglais intitulé « Premont, Texas » (voir la liste des auteurs).